# Phytodrymadusa hakkarica
Phytodrymadusa hakkarica är en insektsart som beskrevs av Karabag 1956. Phytodrymadusa hakkarica ingår i släktet Phytodrymadusa och familjen vårtbitare. Inga underarter finns listade i Catalogue of Life.